# Ai vostri ordini signora!
Ai vostri ordini signora! (Fancy Pants) è un film del 1950 diretto da George Marshall.

## Trama
Un attore britannico tenta di impressionare i parenti americani in visita facendo posare il cast della sua commedia da salotto nei panni della sua famiglia aristocratica. La madre americana convince il maggiordomo, in realtà un attore americano in difficoltà che interpreta un maggiordomo britannico, a venire negli Stati Uniti con loro. Invia un telegramma a casa, riferendosi a lui come a un "gentiluomo", che i cittadini occidentali rurali fraintendono come un aristocratico e presumibilmente il futuro marito della figlia maschiaccio della famiglia. Hope ora deve fingere con la famiglia di essere un maggiordomo britannico mentre finge con il resto della città, e il presidente in visita Theodore Roosevelt di essere un inglese politicamente esperto.
L'inganno viene infine scoperto e l'attore e la figlia della famiglia alla fine si innamorano.